# Forlaget Lysningen
Forlaget Lysningen er et dansk forlag, som udgiver faglitteratur og skønlitteratur i såvel papir- som e-format (Adobe, Microsoft og Mobipocket).
Forlaget har blandt andet udgivet korte biografier om forfatterne John Grisham, Douglas Adams og Stephen King.